# Abradabilité
 (septembre 2013).
Si vous disposez d'ouvrages ou d'articles de référence ou si vous connaissez des sites web de qualité traitant du thème abordé ici, merci de compléter l'article en donnant les références utiles à sa vérifiabilité et en les liant à la section « Notes et références ».
Une pièce mécanique présente une bonne abradabilité, si, lorsque son revêtement est mis en contact avec un corps mobile, c'est le revêtement qui s’use préférentiellement au mobile.
Les revêtements en matériau abradable servent là où des pièces mobiles doivent être au plus près de pièces fixes : compresseur mécanique, turbine, rotor, etc.
L'application première qui a permis la création de ces revêtements, à la fin des années 1960, est le joint d’étanchéité de compresseur ou de turbine d’un turboréacteur d'avion. En effet, en réduisant au minimum le jeu entre les ailettes mobile et le carter de la conduite gazeuse, on augmente l'efficacité et le rendement du turboréacteur. Le revêtement abradable garantit la fiabilité du dispositif en cas de contact avec l’aube : il sera creusé par l'aube et celle-ci ne subira quasiment aucune usure. Sans ce matériau, le choc serait trop violent et casserait l'ailette.